# Дубасов Микола Васильович
Микола Васильович Дубасов (1850—1915) — російський воєначальник, військовий губернатор Уральської області та наказний отаман Уральського козачого війська (1911—1913), генерал від кавалерії (1914).

## Біографія
Закінчив Тверську губернську гімназію, потім 1-ше Павловське військове училище (по 1-му розряду), потім Михайлівське артилерійське училище, звідки був випущений в 1874 році підпоручиком в 3-ю артилерійську бригаду, де служив до 1880 року. У складі бригади брав участь у Російсько-турецькій війні 1877—1878 років .
Потім вступив до Миколаївської академії Генерального штабу, яку закінчив у 1883 році за 1-м розрядом. Надалі (1883—1898, з перервою в 1894—1895) служив на оберофіцерських (з 1888 — на штаб-офіцерських) посадах у Генеральному штабі, штабі 37-ї піхотної дивізії, штабі військ гвардії та Петербурзького військового округу. У 1893 році Дубасов проведений у полковники. У 1894—1895 роках відбував цензове командування батальйоном у Лейб-гвардії Павловського полку, після чого повернувся до виконання колишньої посади.
У 1898 році призначений начальником штабу 2-ї гвардійської кавалерійської дивізії. За 1900—1905 рік полковник (з 1901 року — генерал-майор) Дубасов встиг побути начальником (директором) Ярославського кадетського корпусу, 2-го Московського кадетського корпусу і Павловського військового училища, але ніде не затримався надовго. Потім протягом року перебував на посаді начальника штабу Донського козачого війська. Із 1906 по 1909 рік був генерал-квартирмейстером Генерального штабу, причому в 1907 році був проведений в генерал-лейтенанти. Потім близько року числився без посади «в розпорядженні військового міністра».
У 1910 році генерал-лейтенант Микола Васильович Дубасов став військовим губернатором Уральської області та наказним отаманом Уральського козачого війська. Обіймав ці посади до 1913 року. У 1914 році вийшов у відставку з чином генерала від кавалерії.

## Сім'я
Був одружений, мав двох дітей.
Походив з дворянського роду Дубасових, занесеного в родовідні книги Тверської губернії, і був молодшим братом адмірала Федора Васильовича Дубасова (1845–1912) — георгіївського кавалера за бойову відмінність в ході Російсько-турецької війни 1877—1878 рокіів та керівника придушення Грудневого збройного повстання 1905 року в Москві.

## Звання
- Підпоручик артилерії (перший офіцерський чин; 1874)
- Полковник (1893)
- Генерал-майор (1901)
- Генерал-лейтенант (1907)
- Генерал від кавалерії (1914)

## Нагороди
- Орден Святого Володимира IV ст. з мечами та бантом (1878)
- Орден Святої Анни ІІІ ст. з мечами та бантом (1878)
- Орден Святого Станіслава ІІ ст. (1884)
- Орден Святої Анни ІІ ст. (1887)
- Орден Святого Володимира ІІІ ст. (1898)
- Орден Святого Станіслава І ст. (1904)
- Орден Святої Анни І ст. (1906)
- Орден Святого Володимира ІІ ст. з мечами (10.04.1911)